# Родионовка (Оренбургская область)
Родионовка — село в Курманаевском районе Оренбургской области России. Входит в состав Кутушинского сельсовета.

## География
Село находится в западной части Оренбургской области, в пределах Восточно-Европейской равнины, в степной зоне, в пределах Восточно-Европейской равнины, в степной зоне, на левом берегу реки Бобровки, на расстоянии примерно 8 километров (по прямой) к юго-западу от села Курманаевки, административного центра района. Абсолютная высота — 87 метров над уровнем моря.
Климат
Климат характеризуется как резко континентальный, засушливый, с морозной зимой и жарким летом. Среднегодовая температура составляет 3,5 °C. Средняя температура воздуха самого тёплого месяца (июля) — 21 — 21,5 °C (абсолютный максимум — 38 °C); самого холодного (января) — −14,5 °C (абсолютный минимум — −42 °C). Среднегодовое количество атмосферных осадков составляет 300—400 мм..
Часовой пояс
Село Родионовка, как и вся Оренбургская область, находится в часовой зоне МСК+2. Смещение применяемого времени относительно UTC составляет +5:00.

## Палеонтология
В Родионовке обнаружены ископаемые остатки темноспондильных амфибий, обитавших в раннем триасовом периоде. В верхнеиндском подъярусе найдены Syrtosuchus и образец, принадлежащий, вероятно, Selenocara. В этом же подъярусе найден неопределённый представитель подсемейства Selenocarinae.

## Население
| 2010 |
| ---- |
| 118  |

Гендерный состав
По данным Всероссийской переписи населения 2010 года в гендерной структуре населения мужчины составляли 47,5 %, женщины — соответственно 52,5 %.
Национальный состав
Согласно результатам переписи 2002 года, в национальной структуре населения русские составляли 81 % из 164 чел.